# ジョー・ネルソン
ジョゼフ・ジョージ・ネルソン（Joseph George Nelson, 1974年10月25日 - ）は、アメリカ合衆国カリフォルニア州アラメダ郡アラメダ出身の元プロ野球選手（投手）。右投右打。

## 経歴
1996年のMLBドラフト4巡目（全体122位）でアトランタ・ブレーブスから指名され、プロ入り。2001年6月13日にメジャーデビュー。カンザスシティ・ロイヤルズでプレーの2006年にはメジャーに定着し、43試合に登板して9セーブを挙げた。
2007年は全休したが、2008年はフロリダ・マーリンズで59試合に登板してシーズン終盤まで防御率1点台をキープし続けた。
その後、ボストン・レッドソックスでプレーの2010年が現役最後のシーズンとなった。
引退後はスカウトとなり、レッドソックス、シアトル・マリナーズを経た後、2017年2月よりシカゴ・カブスで同職を務める。

## 詳細情報

### 背番号
- 40（2001年）
- 57（2004年）
- 55（2006年）
- 46（2008年 - 2010年）